# ألان بيرد
ألان بيرد (بالإنجليزية: Alan Bird)‏ هو سياسي أسترالي، ولد في 28 سبتمبر 1906 في أستراليا، وتوفي في 21 يوليو 1962. حزبياً، نشط في حزب العمال الأسترالي. وقد انتخب عضو مجلس النواب الأسترالي عن دائرة Division of Batman ‏ (10 ديسمبر 1949 – 21 يوليو 1962).